# Supercupen
La Supercoppa di Svezia (svedese: Supercupen) è stata una competizione annuale in cui si affrontavano in un'unica gara i campioni di Svezia in carica con i detentori della Coppa di Svezia.
Nel gennaio 2016 la Federcalcio svedese ha comunicato che l'edizione 2015 sarebbe stata l'ultima, sia a livello maschile che femminile.

## Albo d'oro
| Anno | Vincitore      | Risultato        | Finalista    |
| ---- | -------------- | ---------------- | ------------ |
| 2007 | Elfsborg       | 1-0              | Helsingborg  |
| 2008 | IFK Göteborg   | 3-1              | Kalmar       |
| 2009 | Kalmar         | 1-0              | IFK Göteborg |
| 2010 | AIK            | 1-0              | IFK Göteborg |
| 2011 | Helsingborg    | 2-1              | Malmö FF     |
| 2012 | Helsingborg    | 2-0              | AIK          |
| 2013 | Malmö FF       | 3-2              | IFK Göteborg |
| 2014 | Malmö FF       | 2-2 (5-4 d.c.r.) | Elfsborg     |
| 2015 | IFK Norrköping | 3-0              | IFK Göteborg |

## Titoli per club
| Club           | Vittorie | Sconfitte | Anni vittorie | Anni sconfitte         |
| -------------- | -------- | --------- | ------------- | ---------------------- |
| Helsingborg    | 2        | 1         | 2011, 2012    | 2007                   |
| Malmö FF       | 2        | 1         | 2013, 2014    | 2011                   |
| IFK Göteborg   | 1        | 4         | 2008          | 2009, 2010, 2013, 2015 |
| Kalmar         | 1        | 1         | 2009          | 2008                   |
| AIK            | 1        | 1         | 2010          | 2012                   |
| Elfsborg       | 1        | 1         | 2007          | 2014                   |
| IFK Norrköping | 1        | 0         | 2015          |                        |